# Derecho a la educación

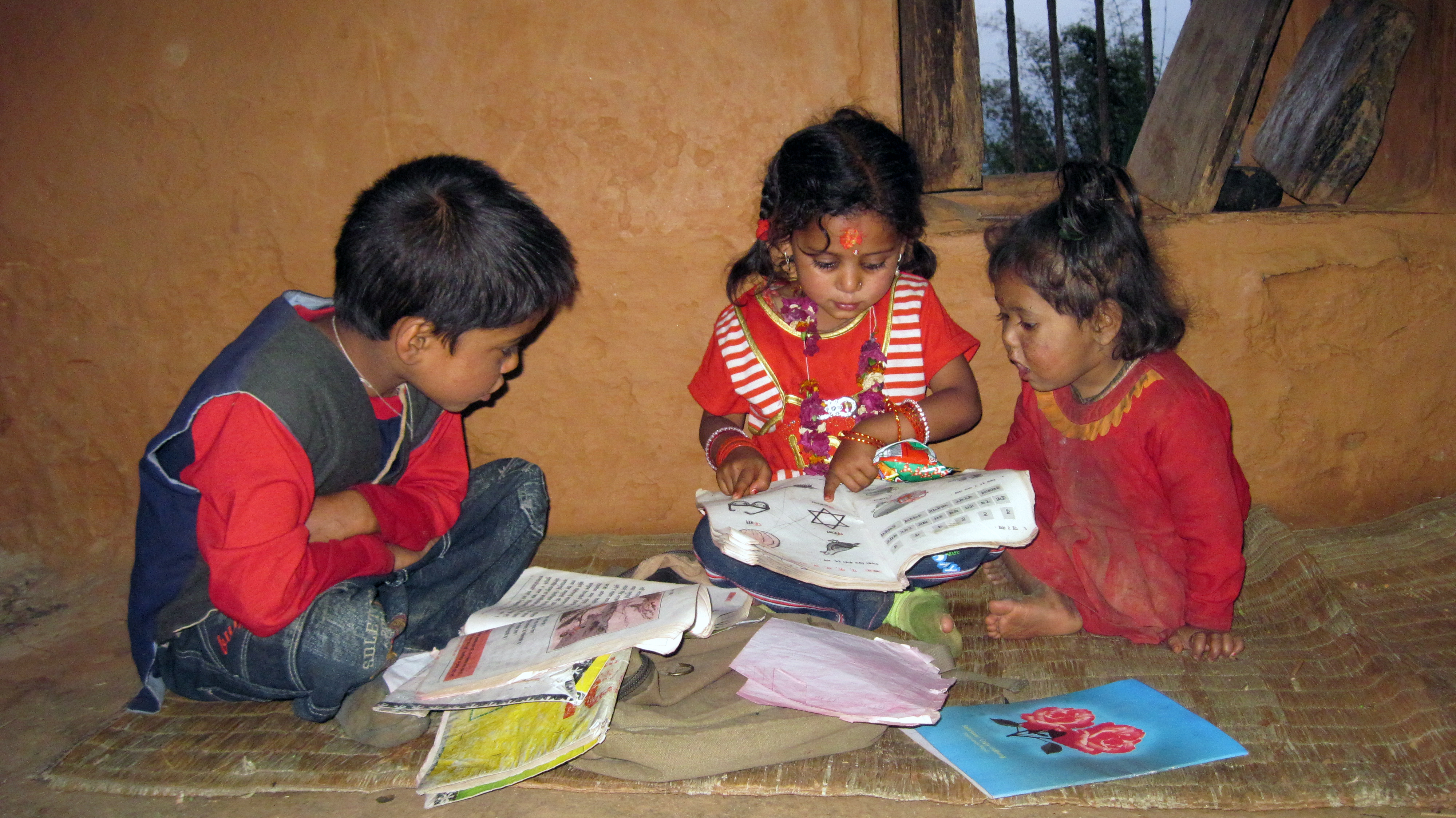
Niños nepalís leyendo.

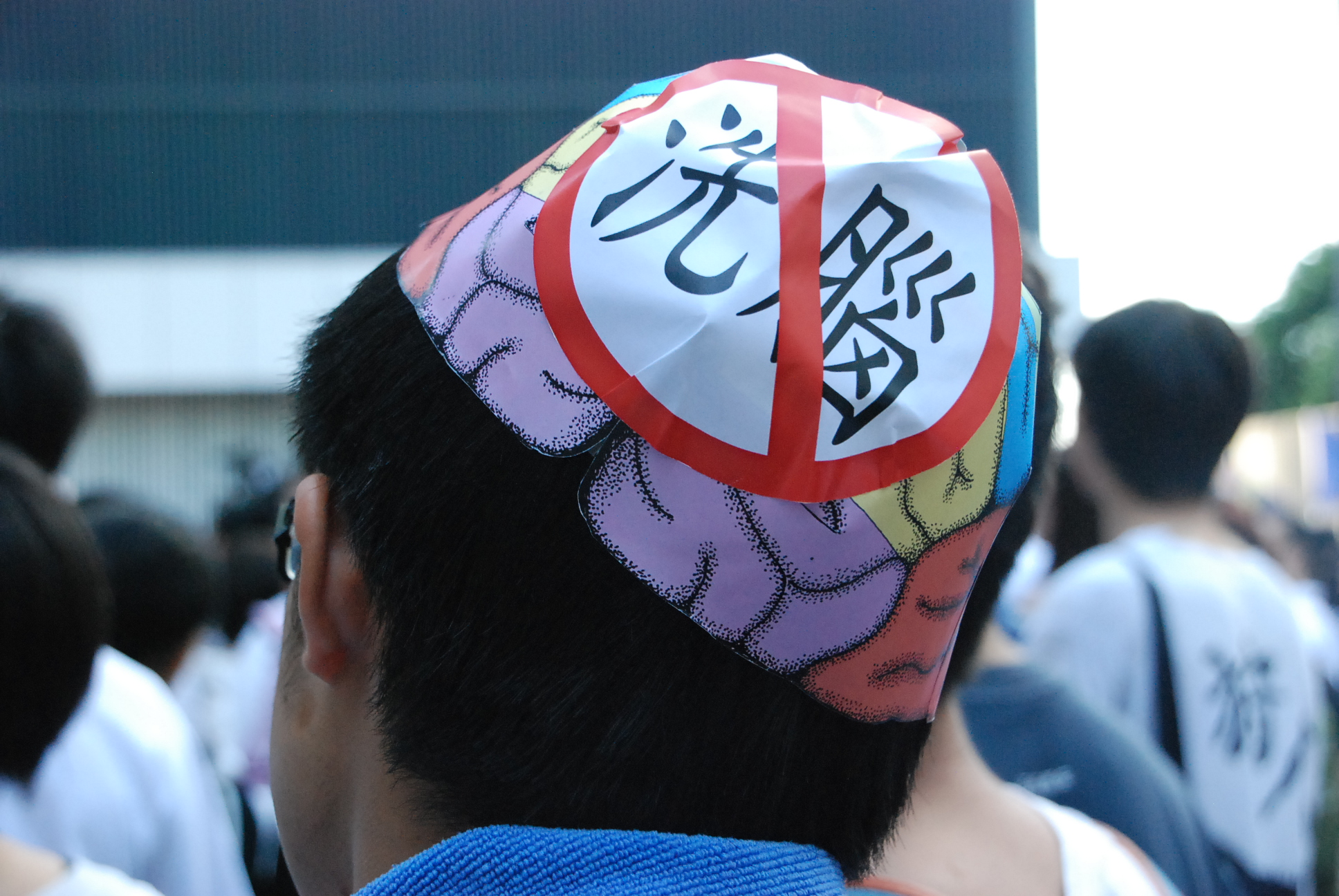
El adoctrinamiento en el aula, la incorporación de contenidos políticos en el material de estudio o los docentes que abusan de su rol para adoctrinar a los alumnos van en contra de los objetivos de una educación ejercida en una estricta neutralidad e imparcialidad y que busca la libertad de pensamiento y el pensamiento crítico de los educados.

El derecho a la educación es un derecho humano reconocido y se basa en recibir una educación básica como lo es la educación primaria, posteriormente se pasa a la educación secundaria donde se pueden abarcar varios conocimientos más complejos en diferentes materias y áreas siendo esta también gratuita. La educación es obligatoria para todo ciudadano sin importar su género, edad, condición física, entre otros, también está debería ser accesible para toda persona teniendo un acceso equitativo a la educación superior la cual puede ser técnica o profesional, y una responsabilidad de proveer educación básica a los individuos que no han completado la educación primaria. Para asegurar que esta educación se brinde de forma efectiva y correcta siendo indicado por cada ministerio de educación se debe dar una calidad homogénea con estándares de acuerdo a cada institución. Adicionalmente a estas previsiones sobre acceso a la educación abarca también la obligación de eliminar la discriminación en todos los niveles del sistema educativo, para así ayudar a cada persona para que pueda disfrutar y llevar mejor su educación sin ningún tipo de afectación emocional, recibiendo una educación inclusiva, respetuosa y empática. Además las instituciones deberán de fijar estándares cortos para que de esta manera se pueda mejorar en gran manera su calidad educativa.
Autores como Sir John Daniel inclusive consideran al acceso a la educación superior como un elemento necesario para ampliar la prosperidad económica y mejorar la calidad de vida, de modo que es vital atender la creciente demanda mundial. A esto, se suma el ritmo de transformaciones de la sociedad, que requiere el aprendizaje de nuevos conocimientos y habilidades de forma casi continua.

## Tratados internacionales

### Pacto Internacional de Derechos, Económicos, Sociales y Culturales
Este derecho está contenido en numerosos tratados internacionales de derechos humanos pero su formulación más extensa se encuentra en el Pacto Internacional de Derechos Económicos, Sociales y Culturales de las Naciones Unidas, ratificado por casi todos los países del mundo. El Pacto en su artículo 13 reconoce el derecho que tiene toda persona a la educación. 
Contenido del artículo 13 del Pacto:

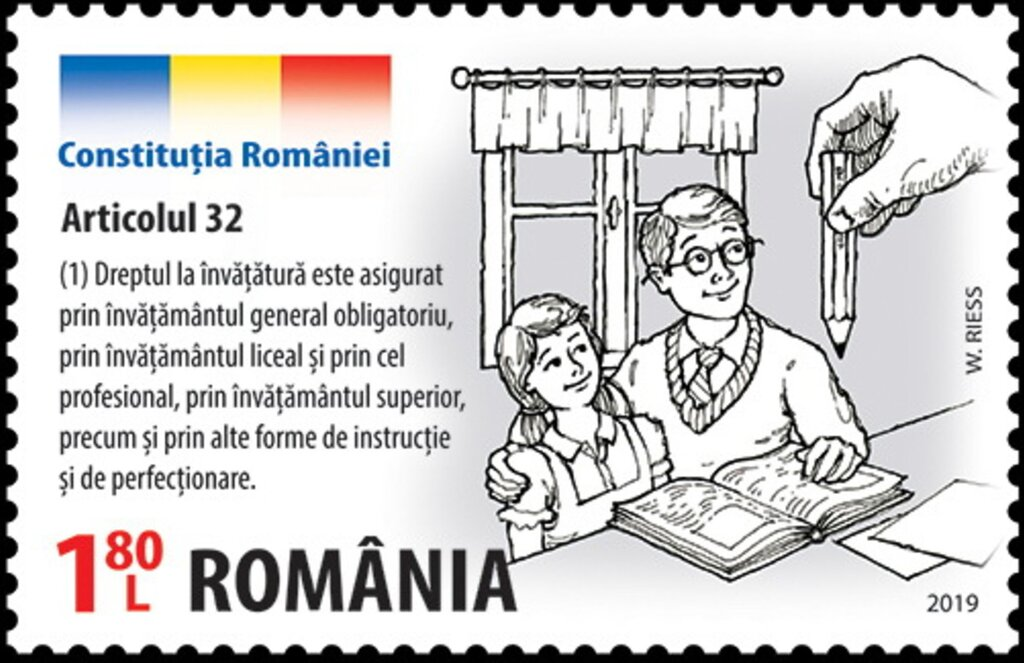
Sello de Rumanía con el artículo 32 de la Constitución de Rumanía que detalla el Derecho a la Educación.

- Los Estados convienen en que la educación debe orientarse hacia el pleno desarrollo de la personalidad humana y del sentido de su obra hacia dignidad, y debe fortalecer el respeto por los derechos humanos y las  libertades fundamentales.
- Convienen asimismo en que la educación debe capacitar a todas las personas para participar efectivamente en una sociedad libre, favorecer la comprensión, la tolerancia y la amistad entre todas las naciones y entre todos los grupos raciales, étnicos o religiosos, y promover las actividades de las Naciones Unidas en pro del mantenimiento de la paz.
- La "enseñanza primaria debe ser obligatoria y accesible a todos gratuitamente";
- La "enseñanza secundaria, en sus diferentes formas, incluso la enseñanza secundaria técnica y profesional, debe ser generalizada y hacerse accesible a todos, por cuantos medios sean apropiados, y en particular por la implantación progresiva de la enseñanza gratuita";
- la "enseñanza superior debe hacerse igualmente accesible a todos, sobre la base de la capacidad de cada uno, por cuantos medios sean apropiados, y en particular por la implantación progresiva de la enseñanza gratuita";
- Debe "fomentarse o intensificarse, en la medida de lo posible, la educación fundamental para aquellas personas que no hayan recibido o terminado el ciclo completo de instrucción primaria";
- "Debe proseguir activamente el desarrollo del sistema escolar en todos los ciclos de la enseñanza, implantar un sistema adecuado de becas, y mejorar continuamente las condiciones materiales del cuerpo[4]

### Declaración Mundial de Educación Para Todos
En el año de 1990 en Jomtien, Tailandia se reunieron más de 1500 delegados de 155 países  para poder dar solución a los problemas de la educación que no habían sido resueltos por las naciones desde la Declaración de los Derechos Humanos de frente a los desafíos para el nuevo milenio. Para garantizar el derecho de la educación se articulan nuevas propuestas con el objetivo de garantizar el derecho a la educación en todos los ciudadanos del mundo. 
Resultado de la Conferencia surge el proyecto de Educación Para Todos el cual reformula la idea del derecho a la educación al: "Aprovechamiento por parte de todas las personas de aprovechar sus oportunidades educativas ofrecidas para satisfacer sus necesidades de aprendizaje".
También se reconoce la necesidad de brindar una educación equitativa para poder garantizar el derecho a la educación. Entre las principales categorías de este apartado se reconoce como prioridad el acceso a la educación para niños y mujeres junto con la eliminación de los estereotipos de género que impidieran la participación activa de estos agentes.

## Etapas de expansión y reconocimiento del derecho
El derecho a la educación es un derecho humano que tiene como finalidad establecer una educación primaria para todos los niños y niñas, desarrollar una educación secundaria accesible progresivamente a todos las niñas y el acceso a la educación superior en función de los méritos. Este derecho impone al Estado la obligación de dar una educación básica a las personas que no hayan recibido la educación primaria. Además del acceso, el derecho a una educación implica la obligación de eliminar discriminación a todos los niveles del sistema educativo para establecer estándares mínimos y mejorar la calidad.
Katarina Tomasevski explicó que la concretización del derecho a la educación es un proceso continuo que pasa ordinariamente por cuatro fases:
1. Reconocimiento de la educación como derecho,
2. Segregación de ciertas categorías: mujeres, indígenas, etcétera.
3. Paso de la segregación a la asimilación por la vía de la integración,
4. Adaptación a la diversidad.[6]

## Características esenciales del derecho a la educación
La primera Relatora Especial de la Organización de las Naciones Unidas sobre el derecho a la educación, habla de cuatro dimensiones de este derecho. El esquema de 4-A (Available, Accesible, Acceptable, Adaptable) brinda un marco conceptual para fijar las obligaciones de los gobiernos sobre el derecho a la educación: generar educación disponible, accesible, aceptable, y adaptable figura igualmente en la Observación general número 3 del Comité de Derechos Económicos, Sociales y Culturales de Naciones Unidas.
El marco conceptual brinda no sólo un conjunto de indicadores claves para la gestión de la educación, sino también un esquema de monitoreo en el marco del Consejo de Derechos Humanos de las Naciones Unidas.
- Disponibilidad: Debe haber escuelas o instituciones educativas que cubran la totalidad de la población. Los Estados deben garantizar la provisión de suficientes infraestructuras educativas (instituciones y programas) para todas las personas. Estas deben estar equipadas con todos los materiales y las instalaciones necesarias para funcionar adecuadamente en el contexto específico, tales como edificios, equipos didácticos y materiales, personal capacitado y adecuadamente remunerado, protección ante elementos naturales, instalaciones sanitarias para ambos sexos y agua potable.[8]

- Aceptabilidad: Los programas de estudio tienen que ser adecuados culturalmente y de buena calidad, aceptables por los titulares del derecho: alumnos y padres.
- Adaptabilidad: Esto significa que los programas deben adecuarse a los cambios de la sociedad.
- Accesibilidad: No se puede prohibir el acceso a la educación ya sea por color de piel, religión o por razones culturales

La educación no es solo un derecho humano más, indispensable para el desarrollo de las personas y las sociedades, sino que es una herramienta del cambio social. Sin embargo en los contextos de pobreza y exclusión en los que Ayuda en Acción está presente la educación es un derecho que no se cumple.La deficiente cobertura, especialmente en zonas rurales y barrios urbano-marginales donde faltan escuelas, profesorado cualificado y bien retribuido y equipamiento básico. Los costes que imposibilitan que las familias puedan afrontar el que sus hijos e hijas acudan a la escuela.La baja calidad de la educación, el trabajo infantil, la discriminación de género que obstaculiza la educación de niñas y adolescentes, la discriminación por discapacidad o enfermedad o la deficiente o nula atención a las necesidades de aprendizaje de las personas adultas. Con nuestro trabajo perseguimos el Derecho a la Educación para todos y todas; una educación básica de calidad y gratuita, que provea a las personas con los contenidos y habilidades básicas necesarias para desarrollar una vida digna, seguir aprendiendo y poder ejercer como ciudadanos y ciudadanas libres de modo crítico.

## Implementación

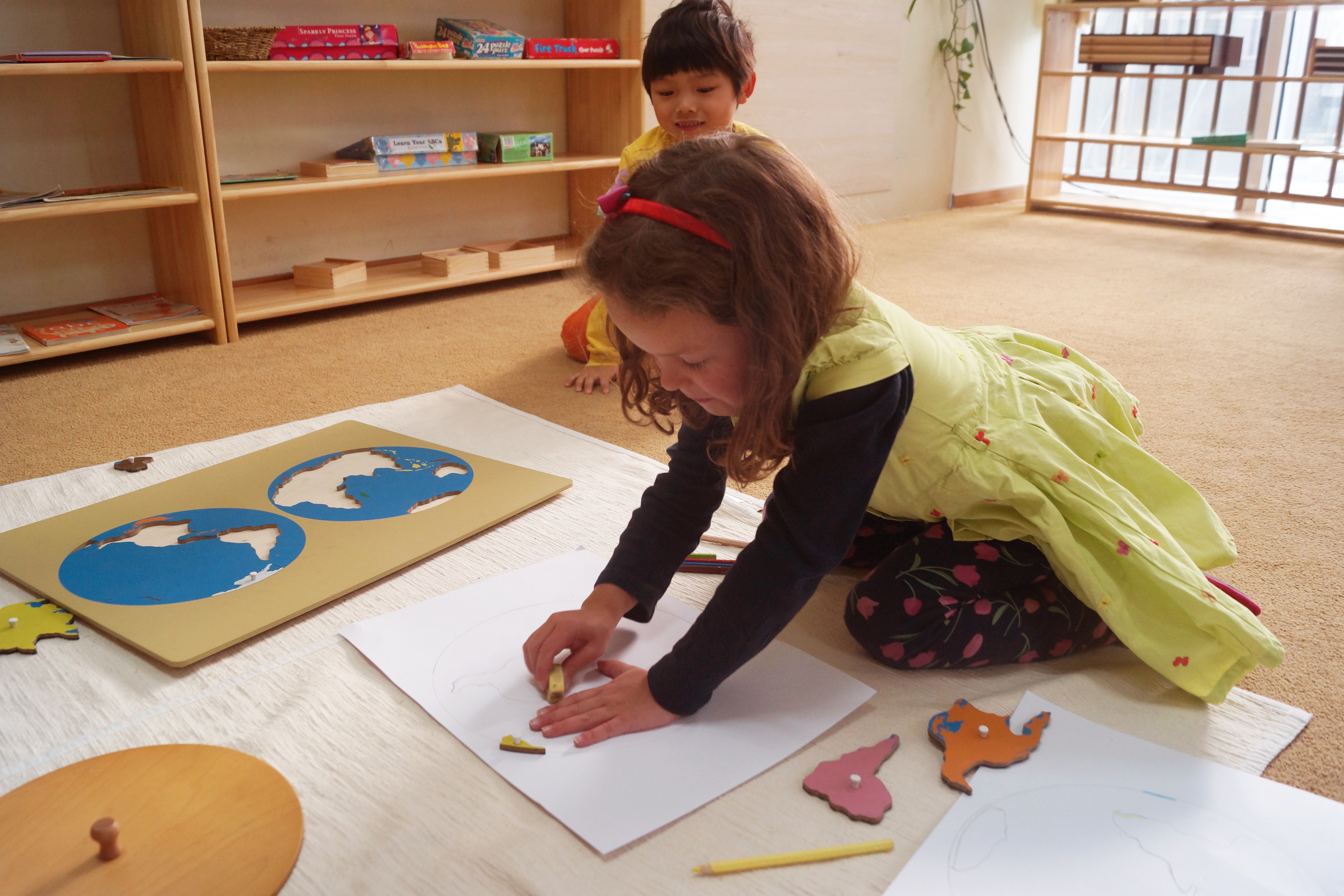
Aprendiendo geografía en una escuela Montessori.

Las leyes internacionales no se manifiestan al respecto de la educación pre-primaria, y por lo general los documentos legales omiten este ítem. 
A pesar de que los chicos son considerados los principales beneficiarios del derecho a la educación, la Declaración Universal de los Derechos Humanos declara que todos tienen derecho a recibir educación.
El derecho a la educación se divide en tres áreas: 
- Educación primaria: Debe ser obligatoria y gratuita para cualquier niño sin importar su nacionalidad, género, lugar de nacimiento, religión, color de piel o cualquier otro tipo de discriminación.
- Educación secundaria: Debe estar disponible y ser accesible.
- Educación superior: (nivel terciario, universitario). Debe proveerse de acuerdo a las capacidades, es decir, cualquiera que alcance los niveles académicos necesarios debe poder acceder a una educación superior.

Tanto la educación secundaria como la superior, deben hacerse accesibles "por todos los medios posibles, particularmente mediante la inclusión progresiva de la educación libre".

### Rol del Estado
La función pública de la educación es considerada un tema de la más alta relevancia. Desde 1966 a partir del Pacto Internacional de Derechos Económicos, Sociales y Culturales el Estado es considerado el responsable de proveer la estructura y los recursos presupuestarios y regulatorios para garantizar la educación.
La educación secundaria:
- Artículo 31: La educación del niño deberá estar encaminada a: desarrollar la personalidad, las aptitudes y la capacidad mental y física del niño hasta el máximo de sus posibilidades; Inculcar al niño el respeto de los derechos humanos y las libertades fundamentales y de los principios consagrados en la Carta de las Naciones Unidas; inculcar al niño el respeto de sus padres, de su propia identidad cultural, de su idioma y sus valores, de los valores nacionales del país en que vive, del país de que sea originario y de las civilizaciones distintas de la suya; preparar al niño para asumir una vida responsable en una sociedad libre, con espíritu de comprensión, paz, tolerancia, igualdad de los sexos y amistad entre todos los pueblos, grupos étnicos, nacionales y religiosos y personas de origen indígena; inculcar al niño el respeto del medio ambiente natural.

Por último se afirma que nada de lo dispuesto en estos artículos se interpretará como una restricción de la libertad de los particulares y de las entidades para establecer y dirigir instituciones de enseñanza, a condición de que se respeten los principios enunciados precedentemente y de que la educación impartida en tales instituciones se ajuste a las normas mínimas que prescriba el Estado.
El derecho a la educación incluye dos dimensiones: una de prestación y otra de libertad. Esta segunda dimensión se conoce como libertad de enseñanza.
La Declaración Universal de Derechos Humanos proclama, en su artículo 26: "3. Los padres tendrán derecho preferente a escoger el tipo de educación que habrá de darse a sus hijos".
El Pacto Internacional de Derechos Económicos, Sociales y Culturales reafirma los mismos elementos: "3. Los Estados Partes en el presente Pacto se comprometen a respetar la libertad de los padres (...) de escoger para sus hijos (...) escuelas distintas de las creadas por las autoridades públicas, siempre que aquellas satisfagan las normas mínimas que el Estado prescriba o apruebe en materia de enseñanza, y de hacer que sus hijos (...) reciban la educación religiosa o moral que esté de acuerdo con sus propias convicciones. 
4. Nada de lo dispuesto en este artículo se interpretará como una restricción de la libertad de los particulares y entidades para establecer y dirigir instituciones de enseñanza, a condición de que se respeten los principios enunciados en el párrafo 1 y de que la educación dada en esas instituciones se ajuste a las normas mínimas que prescriba el Estado" ( art. 13).
El Pacto Internacional de Derechos Civiles y Políticos se refiere también a la libertad de los padres en el contexto del derecho a la libertad de pensamiento, de conciencia y de religión :"1. Toda persona tiene derecho a la libertad de pensamiento, de conciencia y de religión; este derecho incluye (...) la libertad de manifestar su religión o sus creencias, individual o colectivamente, tanto en público como en privado, mediante el culto, la celebración de los ritos, las prácticas y la enseñanza. (…). 4. Los Estados Partes en el presente Pacto se comprometen a respetar la libertad de los padres (...) para garantizar que los hijos reciban la educación religiosa y moral que esté de acuerdo con sus propias convicciones" (art. 18).
El Protocolo nº 1 a la Convención Europea de Derechos Humanos dice: "El Estado, en el ejercicio de las funciones que asuma en el campo de la educación y de la enseñanza, respetará el derecho de los padres a asegurar esta educación y esta enseñanza conforme a sus convicciones religiosas y filosóficas" (art. 2).
Por último, un texto que no tienen el mismo valor jurídico, la Resolución sobre la libertad de enseñanza en la Comunidad Europea (1984), incorpora los textos esenciales de la ONU, puntualizando que la libertad de elección de los padres no debe ser limitada por razones financieras; los poderes públicos deben subvencionar las escuelas no estatales: "El derecho a la libertad de enseñanza implica la obligación de los Estados Miembros de hacer posible asimismo en el plano financiero el ejercicio práctico de ese derecho y conceder a las escuelas las subvenciones públicas necesarias para ejercer su misión y cumplir sus obligaciones en condiciones iguales a aquellas de que disfrutan los establecimientos públicos correspondientes".(párr. 9).
La jurisprudencia del Tribunal Europeo de Derechos humanos
El Tribunal concibe la libertad de enseñanza en un contexto específico: el de una sociedad democrática pluralista. La mayoría no puede imponer un modelo educativo o un modelo de sociedad: "La democracia no se reduce a la supremacía constante de la opinión de la mayoría, ordena un equilibrio que garantice un trato justo a las minorías y evita el abuso de una posición dominante "(Sentencia Valsamis, párr. 27). 
El Tribunal Europeo de Derechos Humanos subrayó en otro caso que las dos frases del artículo 2 (acceso a la educación y la libertad de enseñanza) debe ser leídas conjuntamente, en otras palabras, no podemos hablar de acceso a la educación independiente de la libertad de enseñanza o diferenciar entre la educación pública y privada. La libertad de enseñanza se entiende como un medio para garantizar el pluralismo esencial para una sociedad democrática: "b) Es sobre el derecho fundamental a la instrucción que se injerta el derecho de los padres a que se respeten sus creencias religiosas y filosóficas y la primera frase no distingue más que la segunda entre la educación pública y la educación privada. La segunda frase del artículo 2 del primer Protocolo tiene como objetivo salvaguardar la posibilidad del pluralismo en la educación, esencial para la preservación de la "sociedad democrática" tal como la concibe la Convención.
Para garantizar que el Estado no solo tiene obligaciones jurídicas hacia las escuelas que dirige, el Tribunal también señaló que los gobiernos deben garantizar el acceso y la igualdad de los centros educativos, independientemente de si el centro es público o no: "d) el artículo 2 del Protocolo N º 1 forma un todo que está dominado por su primera frase. Absteniéndose de "negar el derecho a la educación", los Estados partes garantizarán a todas las personas dentro de su jurisdicción el derecho de acceso a las instituciones educativas existentes en un momento dado y la oportunidad de obtener un beneficio de la educación recibida por el al reconocimiento oficial de los estudios realizados».

## Derecho a la educación en Hispanoamérica
En Latinoamérica, varios países siguiendo las recomendaciones de organismos internacionales como el Banco Mundial, la UNESCO o el FMI. A partir de estos tratados internacionales ha existido una búsqueda por el aumento de la matrícula de la educación en nivel básico que ha alcanzado en la mayoría de los países una cobertura de más del 90% en la educación básica. 

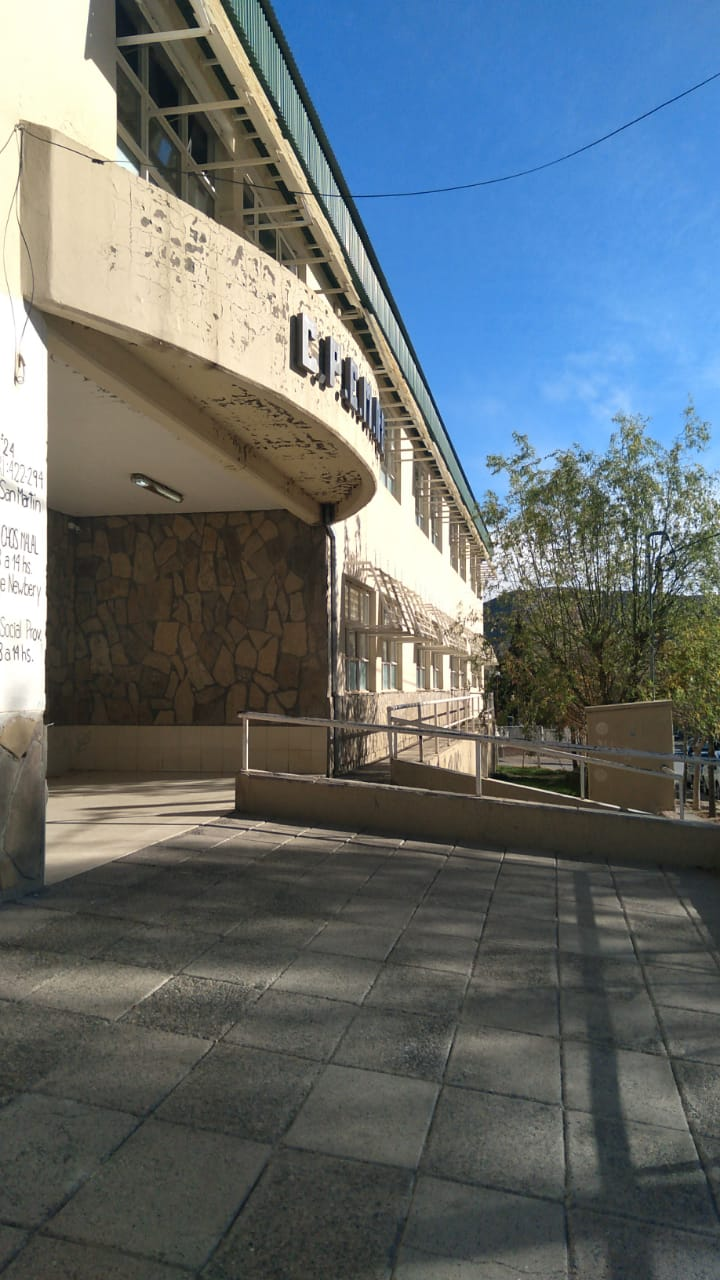
Escuela de Argentina ubicada en la provincia de Neuquén

#### Argentina
Argentina reconoce la educación como un derecho universal, y por ende toda persona refugiada o extranjera tendrá este derecho de forma obligatoria. La educación al ser reconocida como derecho deberá ser garantizada de manera gratuita, laica y equitativa . En Argentina, por año los niveles de promoción efectiva (porcentaje de alumnos que logran acabar el ciclo escolar) llegó al 90% de efectividad en el 2009.

#### Brasil
Brasil desde el 2018 ha garantizado el derecho a la educación para sus ciudadanos dentro de su constitución y al igual que la mayoría de los países de Latinoamérica ha formado parte de los acuerdos y tratados internacionales en materia del derecho a la educación como el tratado de educación para todos. La educación elemental como es denominada en Brasil tiene una cobertura actualmente del 98.9% en niños de 6 a 11 años.

#### Chile
Chile considera a la educación básica y de nivel medio superior como un derecho para todas las personas, y por ello el estado debe garantizar el derecho a una educación gratuita y equitativa para la ciudadanía chilena. La cobertura de la educación básica en Chile alcanza actualmente el 99.7% de los niños entre 7 y 14 años.

#### Ecuador
Según lo expresado en la constitución de la República del Ecuador, la educación es un derecho de todos los ecuatorianos y esta será "un área prioritaria de la política pública y de la inversión estatal". Para el año 2021 se registran 4.309.139 estudiantes registrados en sistema educativo nacional.

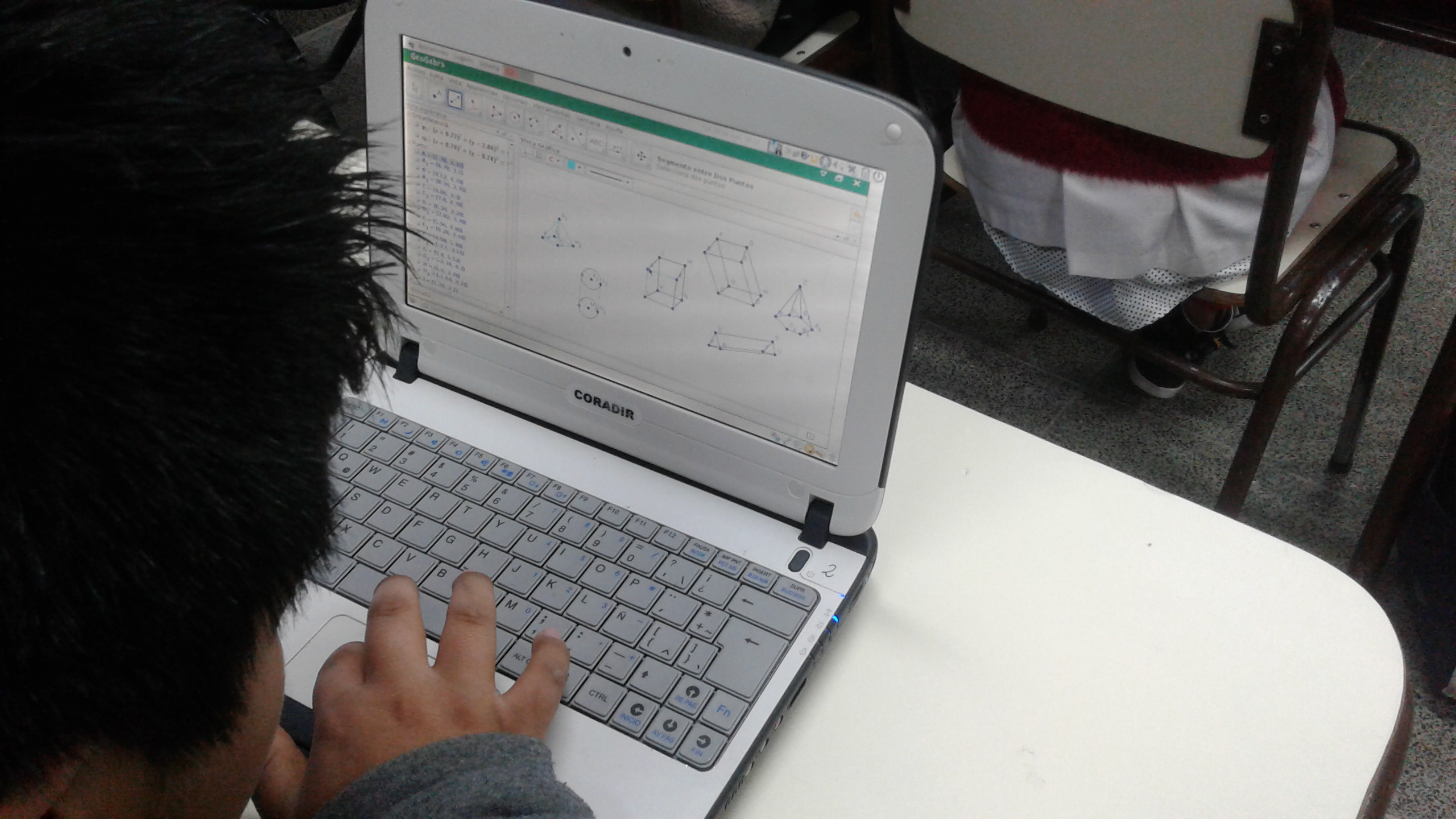
Niño chileno usando computadora dentro de su aula.

#### México
En México la educación básica de calidad está garantizada por el estado en el artículo tercero de la constitución. Actualmente la escolaridad del nivel básico alcanza el 97,4% según las cifras del censo de población del 2020 del Instituto Nacional de Estadística y Geografía.